# Oboe Concerto (Richard Strauss)
Concerto cho oboe, cung Rê trưởng, AV. 144, TrV. 292 là bản concerto dành cho oboe duy nhất của nhà soạn nhạc người Đức Richard Strauss. Nó được sáng tác vào năm 1945. Tác phẩm được gợi cảm hứng cuộc gặp từ người quân nhân và nghệ sĩ oboe người Mỹ John DeLancie sau Chiến tranh thế giới thứ hai.